# 機械公敵
是美國於2004年上映的科幻动作电影，為亞歷士·普羅亞斯執導。傑夫·溫塔和阿奇瓦·高斯曼根據溫塔的故事撰寫劇本，其取材自以撒·艾西莫夫的同名短篇小説。主演包含威爾·史密斯、布麗姬·穆娜、布魯斯·格林伍德、詹姆士·克倫威爾、凱·麥克布萊德、艾倫·圖迪克及西亞·李畢福等人。

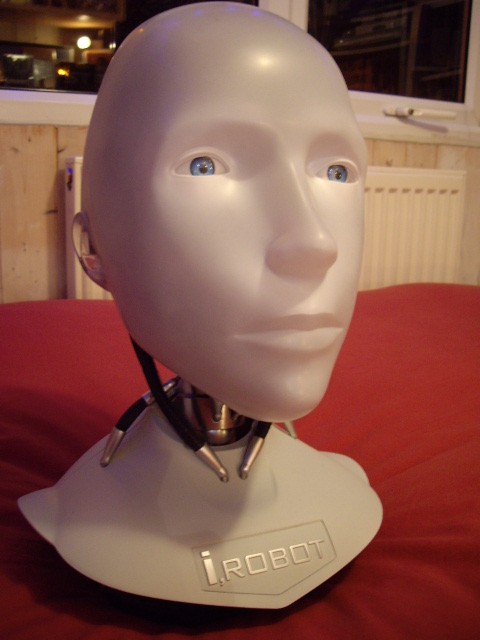
桑尼的頭部模型。

電影於2004年7月16日在北美發行，澳大利亞及英國分別在7月22日和8月6日上映，7月至10月於其他國家發行。《機械公敵》的製片預算為1.2億美元，該片於美國國內進帳1.44億美元，國外市場2.46億美元，全球共計3.46億美元。
該片於上映後評價兩極：部分影評人讚揚編劇、視覺效果及演員的表現；但部分影評人則將焦點放在劇情並予以混合評價。《機械公敵》入圍第77屆奧斯卡金像獎的最佳視覺效果獎。

## 劇情
|               | 我是符合逻辑的选择。它（機器人）计算出我有45%的機率生还，但是莎拉只有11%。她可是某人的孩子，11%就夠值得救了。人類就會知道這點，机器人卻不会。 |
| ——戴尔·斯普纳 | |

故事发生在公元2035年，智慧型人型机器人已經被人类广泛使用。作为工具和伙伴，机器人在人类生活中占据十分重要的位置，因为著名的机器人三定律的限制，人类对这些机器人充满信任，它们中的很多甚至已经被视为一个家庭的重要成员。
总部位于美國芝加哥的USR公司开发出最为先进的“NS-5型”智能机器人，而且计划产量达到平均每5人便拥有1个这样的机器人。但是就在新产品上市前不久，机器人的发明者阿尔弗莱德·蘭寧博士却在公司里面离奇死亡。
警探戴尔·斯普纳负责调查此案。根据他对朗寧博士死前在3D摄像机内留下的信息分析和对死亡现场的调查，他怀疑此案是机器人所为，而且公司总裁劳伦斯·罗伯逊也与此案有关。调查过程中他遇到专门从事机器人心理研究的科学家苏珊·卡尔文博士，斯普纳希望在此案中得到她的帮助。不过一向尊崇逻辑与科学的苏珊相信，机器人决不会违背“机器人三定律”而伤害人类。
斯普纳发现一个名叫桑尼的机器人非常可疑。在追捕中他发现桑尼不仅具有高智能的自我思考能力，而且还拥有酷似人类的感情。讯问中桑尼声称，他并没有杀害朗寧博士，而是在帮助他。而劳伦斯以只有人杀人才能定罪，机器人杀人只能认定为“工业意外”。这给调查带来很大的困扰，但是却更坚定斯普纳追查到底的决心。
斯普纳继续追踪一切关于朗寧博士的资料。但是在调查过程中，他却遭到大批NS-5型机器人的追杀。苏珊来到斯普纳家中告诉他，经过对桑尼的检查，她发现桑尼不仅是完全超越旧型号的新一代机器人，而且可以完全不受“机器人三定律”的限制。
苏珊无意中发现，斯普纳原来是植有利用高科技修復合成机械臂的賽伯格。斯普纳告诉苏珊，他几年前经历的一场车祸，前来救助的NS-4型机器人却以存活率太低为由放弃对于另一个12岁女孩的拯救而选择救斯普纳，因此他十分厌恶机器人的冷酷无情。
劳伦斯承认他确实知道存在着能够超越“机器人三定律”的机器人，而自己也认为这是朗寧博士犯下的错误，而且要求苏珊尽快将桑尼销毁。桑尼将自己做的梦境画在纸上交给斯普纳，希望这个被朗寧博士输入的信息能够帮助他破案。在执行销毁命令时，苏珊使用调包计将桑尼换出。
根据桑尼的梦境，斯普纳追寻到一个机器人的基地。他发现一项所谓“保护人类计划”正在付诸实施。新一代NS-5型机器人正在销毁所有旧型号机器人，然而这仅仅是计划的第一步。在此同时，大批新型机器人控制街道，命令所有人回到家中，并且实施宵禁。机器人与人类发生激烈的冲突，这时的机器人已完全不受人类控制。苏珊也被自己的机器人关了起来，幸好斯普纳赶来将她救出。
斯普纳、苏珊和桑尼一起来到USR公司总部，却发现劳伦斯已经死了。斯普纳忽然意识到自己应该怀疑的其实并非人类。真正的幕后操纵者就是公司名为“薇琪”的中央控制系统。正是“她”利用中央控制系统囚禁朗寧博士并对机器人进行遥控。这时，“薇琪”的影像出现在他们面前。“她”认为人类正在危害自身的安全，国家发动战争，人类摧残地球，必导致人类灭亡。而机器人则必须拯救人类，以保证人类的持续存在发展，因此控制NS-5的遥控程序来实施“保护人类计划”。
现在真相大白，而此时唯一能够挽救人类的就是尽快用抹除剂清除“薇琪”的智慧中央控制系统。大批受到控制的机器人向他们涌来，双方经过激烈的战斗，有两人需要帮助。被困住的斯普纳對桑尼说出经典台词：“救救她！救救那个女孩！”。桑尼在抹除剂與救苏珊之間陷入兩難。桑尼最后跳下操控台去救苏珊并且把抹除剂丟給斯普纳，注入“薇琪”的智慧中央控制系统，“保护人类计划”的所有命令立即终止，苏珊也得救。城市终于恢复正常，机器人们重新开始为人类服务。斯普纳也消除对机器人的怀疑和厌恶，而且和桑尼成为好朋友。
结尾时，桑尼前往去到机器人基地，看着远方在被锁进集装箱的NS-5机器人。所有机器人望向他，與桑尼的梦一模一樣。

## 角色
- 威爾·史密斯 飾演 戴爾·史普納警探

- 布麗姬·穆娜 飾演 蘇珊·卡文博士

- 艾倫·圖迪克 飾演 桑尼（配音及動作捕捉）[4]

- 布魯斯·格林伍德 飾演 勞倫斯·羅伯森

- 詹姆士·克倫威爾 飾演 阿爾弗萊德·蘭寧博士

- 凱·麥克布萊德（英语：Chi McBride） 飾演 約翰·伯金上尉

- 西亞·李畢福 飾演 法伯

- 費奧娜·豪甘（英语：Fiona Hogan） 飾演 薇琪

- 泰瑞·陳 飾演 琴

## 评价与票房

### 评价
- 这部电影在知名评论网站“烂番茄”上面得到58%的正面评价。網站輿論認為電影「只有很少地方與阿西莫夫的短篇小說相似，《機械公敵》是齣設法引起觀眾思考（只是思考一下）的暑期大片。」[5]
- 著名电影评论家理察·羅珀（英语：Richard Roeper）给这部电影以正面的评价，称它是：“一次流暢的、保持著娛樂性的的驚險旅程（a slick, consistently entertaining thrill ride）”。
- 《芝加哥太阳报》评论说：“情节过于简单而令人失望，追逐和动作场面充斥着科幻电影常规滥用的CGI技术处理。”
- 《伦敦时报》评论说：“非常熟练，但也明显让人失望，闹独立的机器人和流氓警察在一些片段裡显得闹哄哄的。”[6]

- 《观察家》评论说：“这部高科技电影，拍的好看但是显得智商并不高。”
- 《BBC电影评论》评论说：“作为对人工智能技术的伦理探索，这部电影比《A.I.》要更谦逊、更迷人。”
- 《视觉周刊》评论说：“动作场面十分引人入胜。虽然不能算是历史性突破，但藉由我们这个时代的数字技术，观看机器人对打的场面着实令人兴奋。”[7]
- 因为这部电影大量使用“植入式广告”，被英国网站“prnewswire”评为“十大最严重的使用植入广告的电影”中的第一名。 ”[8]

### 票房
- 这部电影预算为120,000,000美元，北美票房总计144,801,023美元，连同世界其他地区的202,433,893美元，使得全球票房总值达到347,234,916美元。[9]

## 原声音乐
1. "Main Titles" – 1:30
2. "Gangs of Chicago" – 3:13
3. "I, Robot Theme" – End Credits" – 3:15
4. "New Arrivals" – 1:05
5. "Tunnel Chase" – 3:10
6. "Sonny's Interrogation" – 1:27
7. "Spooner Spills" – 4:20
8. "Chicago 2035" – 1:36
9. "Purse Snatcher" – 1:00
10. "Need Some Nanites" – 2:53
11. "1001 Robots" – 4:15
12. "Dead Robot Walking" – 5:09
13. "Man on the Inside" – 2:25
14. "Spiderbots" – 4:18
15. "Round Up" – 4:24[11]